# Добрешть (Тіміш)
Добрешть, Добрешті (рум. Dobrești) — село у повіті Тіміш в Румунії. Входить до складу комуни Бара.
Село розташоване на відстані 364 км на північний захід від Бухареста, 57 км на схід від Тімішоари.

## Населення
За даними перепису населення 2002 року у селі проживали 49 осіб, усі — румуни. Усі жителі села рідною мовою назвали румунську.